# Ježević
Ježević falu Horvátországban Split-Dalmácia megyében. Közigazgatásilag Vrlikához tartozik.

## Fekvése
Splittől légvonalban 46, közúton 79 km-re északra, községközpontjától légvonalban5, közúton 9 km-re keletre, a Cetina-folyó bal partjának karsztos fennsíkján fekszik. Településrészei Božinovići, Žeravice, Dražići, Modrići, Kaselji, Vučemilovići, Ćorići,  Milani, Plazonići, Forići, Budiše, Duvnjaci és Marinci mintegy 3 km hosszan sorakoznak a tóvá duzzasztott folyó partja közelében.

## Története
Vidéke 1688-ban Knin velencei ostromával egy időben szabadult fel a török uralom alól. Ezt követően Boszniából és Hercegovinából érkezett új keresztény lakosság, köztük mintegy háromszáz pravoszláv család települt át Vrlika környékére. Ők voltak a mai lakosság ősei. Az 1714-ben kitört velencei-török háború során rövid időre újra török kézre került, de a háború végén 1718-ban az új határt már a Dinári-hegységnél húzták meg és ezzel végleg velencei kézen maradt. 1797-ben a Velencei Köztársaság megszűnésével a település a Habsburg Birodalom része lett. 1806-ban Napóleon csapatai foglalták el és 1813-ig francia uralom alatt állt. Napóleon bukása után ismét Habsburg uralom következett, mely az első világháború végéig tartott. 1857-ben 462, 1910-ben 770 lakosa volt. Az I. világháború után rövid ideig az Olasz Királyság, ezután a Szerb-Horvát-Szlovén Királyság, majd Jugoszlávia része lett. A második világháború idején olasz csapatok szállták meg. 1991-től a független Horvátországhoz tartozik. A délszláv háború során elfoglalták a szerb csapatok, horvát lakossága elmenekült. Templomát teljesen lerombolták. 1995. augusztus 6-án a „Vihar” hadművelet során foglalták vissza a horvát csapatok. Lakossága 2011-ben 236 fő volt. Hívei a vrlikai plébániához tartoznak.

## Lakosság
| Lakosság változása | Lakosság változása | Lakosság változása | Lakosság változása | Lakosság változása | Lakosság változása | Lakosság változása | Lakosság változása | Lakosság változása | Lakosság változása | Lakosság változása | Lakosság változása | Lakosság változása | Lakosság változása | Lakosság változása | Lakosság változása |
| ------------------ | ------------------ | ------------------ | ------------------ | ------------------ | ------------------ | ------------------ | ------------------ | ------------------ | ------------------ | ------------------ | ------------------ | ------------------ | ------------------ | ------------------ | ------------------ |
| 1857               | 1869               | 1880               | 1890               | 1900               | 1910               | 1921               | 1931               | 1948               | 1953               | 1961               | 1971               | 1981               | 1991               | 2001               | 2011               |
| 462                | 486                | 521                | 619                | 719                | 770                | 826                | 884                | 707                | 737                | 702                | 664                | 644                | 585                | 349                | 236                |

## Nevezetességei
A Szent Megváltó (Sveti Spas) tiszteletére szentelt római katolikus temploma 1969-ben épült Ante Barać tervei szerint. Az oltár mögötti Szent Megváltó mozaikképét Ante Župić szobrászművész készítette. Ezt a templomot 1993. március 16-án a szerbek teljesen lerombolták. A mai Szent Megváltó templomot 2003 és 2004 között építették Ivo Madunić tervei szerint. A szép és modern, kereszt alaprajzú épület egy dombon áll, harangtornya 22 méter magas. Felszentelését 2004. december 11-én Marin Barišić végezte. A belső tér domináns dísze a Megváltó Krisztust ábrázoló mozaikkép a kijevói születésű Ante Čavka atya  munkája.